# NGC 546
NGC 546 este o galaxie spirală situată în constelația Sculptorul. A fost descoperită în 23 octombrie 1835 de către John Herschel.